# Cutlass
Cutlass is een korte film uit 2007 onder regie van Kate Hudson. De film is op het internet verkrijgbaar.

## Verhaal
De film gaat over Robin, een moeder die voor haar dochter een dure gitaar koopt. Terwijl ze dit doet, denkt ze terug aan de tijd dat ze zelf een Oldsmobile Cutlass kreeg toen ze jonger was.

## Rolverdeling
- Virginia Madsen - Robin
- Dakota Fanning - Lacy
- Kristen Stewart - Jonge Robin
- Kurt Russell - Vader
- Sarah Roemer - Eve
- Chevy Chase - Stan